# Lévay Imre
Lévay Imre (eredeti neve: Kozák Imre; 1861-től: Lévay) (Makó, 1842. november 10. – Budapest, 1895. május 20.) magyar újságíró, piarista rendfőnök.

## Életpályája
Szülei: Kozák Imre és Lévai Terézia voltak. A Csajághy Sándor-féle iskolában tanult Temesvárott. 1861. szeptember 16-án a piarista rend tagja lett. 1861-ben vette fel édesanyjának vezetéknevét, a Lévay-t. Kecskeméten, Szegeden, majd 1864–1865 között Kolozsvárott tanult. Oktatott Vácott (1865) és Budapesten (1867–1874) is. 1867-ben pappá szentelték. 1871-ben diplomázott a budapesti tudományegyetemen magyar, német, latin és görög nyelv és irodalomból. 1874-ben Veszprémben igazgató és házfőnök volt. 1877–1884 között a Veszprém című lap szerkesztője lett. 1884-ben elindította a Veszprémi Közlönyt. 1887-től gimnáziumi igazgató volt Budapesten. 1889-ben megalapította a Budapesti Katolikus Kört. 1891–1895 között piarista rendfőnök volt.
Sírja a Kerepesi temetőben található.

## Művei
- Kalobiotica vagy a szépélettan vázlata (Pest, 1872)